# Myrmecophilus manni
Myrmecophilus manni  (лат.) — вид мелких муравьиных сверчков из рода муравьелюбы. Эндемик Северной Америки. Мирмекофилы, встречаются в гнёздах по меньшей мере 13 видов муравьёв из родов Camponotus, Formica, Lasius (Formicinae), Liometopum, Tapinoma (Dolichoderinae), Crematogaster (Myrmicinae). Между сверчками и рабочими муравьями наблюдается трофаллаксис. Длина желтовато-коричневого тела 2,3—4,0 мм. Обнаружены в полупустынных и пустынных регионах США: от северного Айдахо и юго-востока штата Вашингтон и далее на юг до границы с Мексикой (Калифорния, Аризона). Вид был описан в 1911 году немецким энтомологом Ф.Шиммером (F. Schimmer) и назван в честь американского мирмеколога профессора У.Манна (W. M. Mann), нашедшего в 1909 году первые экземпляры этого сверчка в муравейниках.